# Kvasejovice (Sedlec-Prčice)
Kvasejovice jsou vesnice, část města Sedlec-Prčice v okrese Příbram ve Středočeském kraji. Nachází se asi tři kilometry západně od Sedlce. Částí města protéká Martinický potok. Je zde evidováno 63 adres. V roce 2011 zde trvale žilo sto obyvatel.
Kvasejovice jsou také název katastrálního území o rozloze 5,73 km². V katastrálním území Kvasejovice leží i Malkovice, Matějov a Stuchanov.

## Historie
První písemná zmínka o vesnici pochází z roku 1045.

## Obyvatelstvo
| Rok            | 1869 | 1880 | 1890 | 1900 | 1910 | 1921 | 1930 | 1950 | 1961 | 1970 | 1980 | 1991 | 2001 | 2011 | 2021 |
| -------------- | ---- | ---- | ---- | ---- | ---- | ---- | ---- | ---- | ---- | ---- | ---- | ---- | ---- | ---- | ---- |
| Počet obyvatel | 173  | 186  | 157  | 131  | 125  | 127  | 127  | 131  | 105  | 83   | 86   | 110  | 115  | 100  | 124  |
| Počet domů     | 23   | 23   | 24   | 24   | 25   | 26   | 28   | 29   | 183  | 21   | 22   | 28   | 30   | 34   | 44   |

## Obecní správa
Při sčítání lidu v letech 1850–1979 Kvasejovice byly samostatnou obcí, se kterým patřily nejprve do okresu Sedlčany, ale od roku 1960 v okrese Benešov. Od 1. ledna 1980 jsou částí města Sedlec-Prčice v okrese Benešov. Od 1. ledna 2007 vesnice přešla spolu s městem Sedlec-Prčice z okresu Benešov do okresu Příbram. V letech 1850–1979 k obci patřily Malkovice, Matějov a Stuchanov a od 12. června 1960 do 31. prosince 1979 také Lidkovice, Měšetice, Myslkov, Nové Dvory a Veletín.